# Liedlau (Adelsgeschlecht)

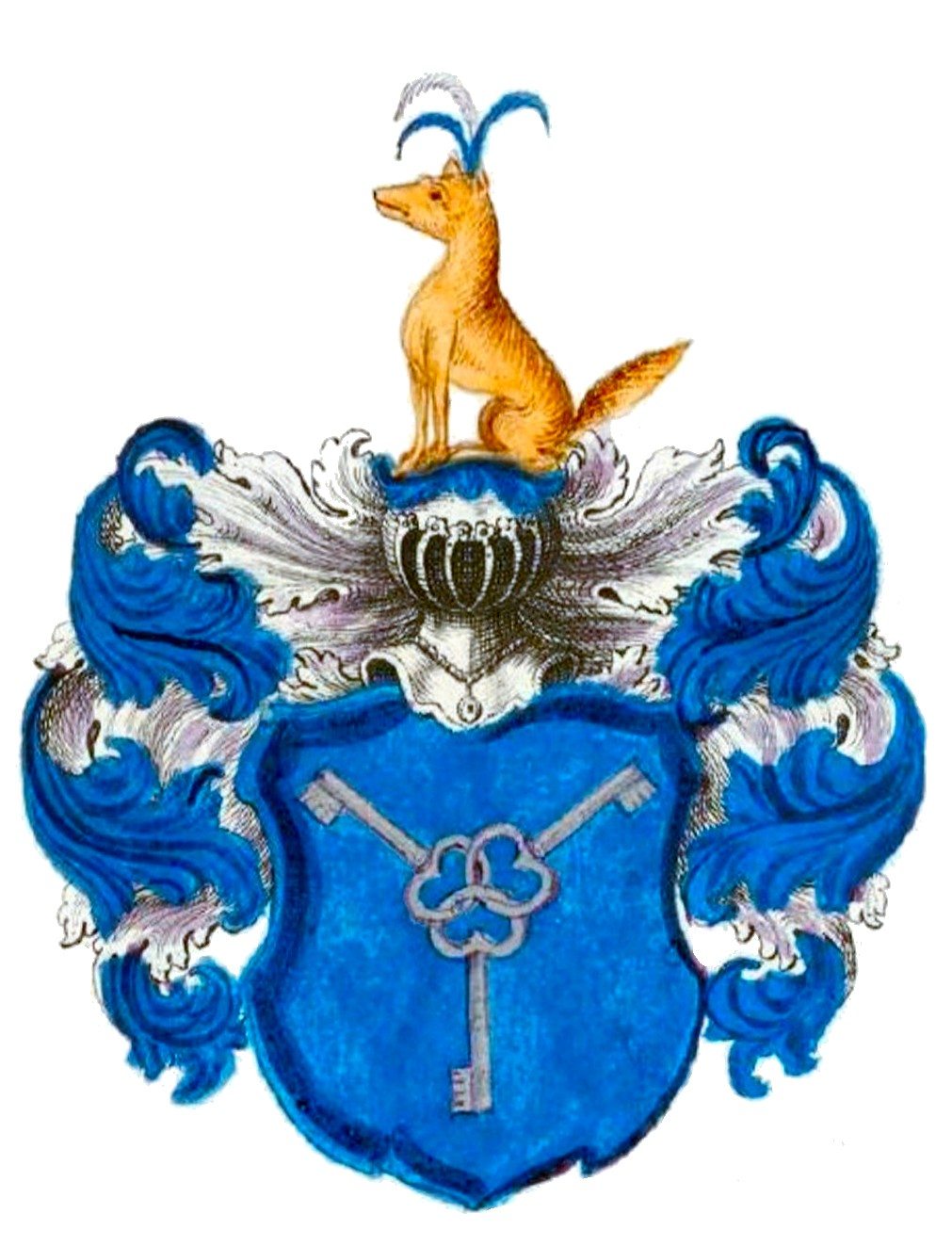
Stammwappen derer von Liedlau

Liedlau (auch Lidlau, Ledlau, Ludlau, Liedlaw, Ledlaw, Lidelow, Ledlow, Lideln, Lelaw, Ledlau) bzw. Lydl/Lidl/Liedl von Liedlau hieß ein angesehenes Uradelsgeschlecht. Es war verbreitet in Schlesien, Böhmen und Preußen und war auch als Mitglieder der vornehmen Ritterschaft in Böhmen und Schlesien auf Turnieren in Bayern zugegen. Es stand auch im Dienst der damaligen Herzöge, Könige und Kaiser.

## Geschichte
Das Geschlecht ist seit Anfang des 14. Jahrhunderts näher bekannt, belegt ist es aber schon früher.
Vor 1000 hat Daniel von Liedlau bei einem Ritterturnier in München das Kleinod und den Vortanz mit des Grafen Stolbergs Tochter erworben. Und auch im ersten Jahrtausend ist Wilhelm von Liedlau auf einem Regensburger Ritterturnier gewesen. Beides geht aus einem von Georg Paul von Liedlau im Jahr 1666 angefertigten Familienmanuskript, dem Georg Siegmund Selds in München gedrucktes Ehrenschild als Vorlage diente, hervor.
Christoph von Liedlau erwies um 1077 dem Nebenkaiser Herzog Rudolph von Schwaben treue Dienste, zog mit Kaiser Heinrich IV. nach Welschland und starb in Ferrara.
Caspar von Liedlau zog im Jahr 1173 mit mehreren vornehmen Rittern unter des Herzogs Heinrich Leo von Sachsens Auftrag ins gelobte Land. Im gleichen Jahr lebte Arnold von Liedlau „in großer Consideration“ (Berücksichtigung) der Thüringer Landgrafen.
Heinrich, Wilrich, Christoph und Albrecht von Liedlau sind um das Jahr 1207 bei Barbarossas Sohn Philipp von Schwaben „wohl gesehen“, der im Jahr darauf zum ersten und neben Albrecht I. einzigen während der Regierungszeit ermordeten römisch-deutschen Herrscher wurde.
Conrad von Liedlau († um 1250 im Alter von 76 Jahren in Wien, begr. in Kloster Neuburg) zog 1239 mit Kaiser Friedrich II. ins gelobte Land und wurde „mit der goldenen Gnadenkette geschmückt“. Er heiratete nach der Heimreise eine reiche Freiin von Waldstein aus Böhmen, wodurch seine Familie zu Wohlstand gelangte. Auch Hans von Liedlau, der in Diensten des Kaisers Heinrich VI. stand, liegt um das Jahr 1191 in Kloster Neuburg begraben.
Bernhard von Liedlau stand um 1271 bei Rudolph I. während des Interregnums vor und nach dessen Wahl „in Gnaden“.
Wilhelm von Liedlau wird um 1276 bei „wichtigen Commissionen“ (Gesandtschaften) an Böhmens König Ottokar eingesetzt.
Neben Bernhard und Wilhelm stand auch Melchior von Liedlau „in wichtigen Affairen“ im Dienst des Rudolphs I., als er im Jahr 1287 in Regensburg (Anmerkung: der Reichstag des Jahres 1287 fand in Würzburg statt.) dem großen Reichstag beiwohnte.
Abraham von Liedlau war im Jahr 1300 Rittmeister unter Albert I.
Caspar Lelaw war 1424 Bürgermeister von Görlitz.
Ulrich von Liedlau war 1438 unter Albert II. Obristen-Leutnant, wie auch Ehrenfried von Liedlau es 1477 und bei Feldzügen in den „Burgundischen Kriegs-Unruhen“ unter Friedrich III. gewesen ist.
Albrecht von Liedlau, Hofkavallier unter König Ludwig, starb mit ihm 1526 in der Schlacht bei Mohács und wurde in der Kirche in griechisch-Weißenburg (Belgrad) begraben.
Hans von Liedlau, königlicher Appellationsrat in Prag, starb 1526 und wurde in Litomissel in Böhmen begraben.
Mathias von Liedlau, böhmischer Berg-Hauptmann unter Ferdinand I. und Maximilian II. starb 1570 und wurde im böhmischen Berschanowitz begraben.
Fabian von Liedlau, Obristen-Wachtmeister unter Maximilian II., starb 1574 an einer Blessur und liegt in der „Kirche bei Gottes Leichnam“ in der Neustadt Prag begraben.
Georg von Liedlau, Kapitänsleutnant unter Rudolph II. starb 1589 und wurde in St. Benedikt in Prag begraben.
August von Liedlau, Oberkriegskommissar unter Rudolph II. starb 1590 und wurde begraben in der Kirche zu „U. L. Frauen“.
Markus von Liedlau, Appellationsrat von Maximilian II. und Rudolph II., starb 1592 und liegt begraben in der Kirche bei Gottes Leichnam in Prag.
Andreas von Liedlau († 1613), böhmischer Obergrenzkommissar unter Rudolph II. wurde begraben auf seinem eigenen Gut Spraunau in Böhmen.
Maximilian von Liedlau, Oberstallmeister unter Johann Casimir zu Sachsen-Coburg, starb 1622 in Wien und liegt ebendort begraben. Er war im Jahr zuvor als „flüchtiger Rebell“ nach dem Ständeaufstand in Böhmen all seinem Besitz enteignet worden. Er hatte beispielsweise das „Städtchen“ Pfraumberg („mit 81 Häusern“) besessen, dessen Bürger ihm vor der Enteignung jährlich Zinsen gezahlt hatten.
Paul von Liedlau († 22. Dezember 1594; begr. in St. Nikolai in Prag). böhmischer königlicher Kammerrat unter Ferdinand I., Rudolph II. und Maximilian II., Sekretär und königlicher Kommissar in einem Streit zwischen dem Görlitzer Rat und Joachim Frenzel zu Königshain, heiratete im Jahr 1559 Joachims Tochter Barbara. Ihre gemeinsamen Söhne hießen Wilhelm, Bohuslaw, Joachim, Rudolph und Daniel, Namen von Töchtern sind nicht überliefert. Rudolph verstarb wahrscheinlich vor der Erbteilung im Jahr 1597.
Joachim († 1611) erbte das väterliche Königshain. Der Vormund seiner Tochter Anna verkaufte ihren Teil Königshains an ihren Onkel Daniel.
Königshain wurde von Rudolf, Daniel und Georg Paul von Liedlau geerbt. Georg Paul von Liedlau (* 27. Mai 1598; † 1676), Student in Heidelberg und in Leiden reiste wohl viel. In Königshain hatte er das Renaissanceschloss in Königshain geerbt, das sie nach dem Dreißigjährigen Krieg, wo es Schäden erlitt, an ihren Vetter und Schwager Ernst Moritz von Schachmann verkauften.
Heinrich von Liedlau heiratete Anna Maria von Stange a.d.H. (aus dem Hause) Kunitz.
Ihr gemeinsamer Sohn Heinrich Daniel von Liedlau (* März 1641; † 14. Februar 1721) heiratete im Jahr 1668 Ursula Magdalena von Hund a.d.H. Rausse († 1699) und wurde im vorletzten Jahr seines Lebens am 18. März 1720 in den Freiherrenstand „von Liedlau auf Ellgut“ erhoben. Ursula Magdalena gebar ihm 3 Töchter, die vor ihrem Vater starben und vier Söhne, von denen drei ihren Vater überlebten: Hans Sigismund, Heinrich Daniel und Wolf Caspar.
Der letzte Freiherr des Stammes Liedlau sei durch einen Sturz ins Kaminfeuer gestorben, wobei das Jahr nicht überliefert ist. Mit dem Tod der Sophie Juliane Freiin von Liedlau († 11. März 1796), verheiratet mit Freiherr von Schweinitz auf Klein-Kriehen, erlosch das liedlauische Geschlecht.

## Handschriften Georg Pauls von Liedlau
Georg Paul verfasste im Jahr 1666 eine handschriftliche Genealogie seiner Familie.

## Wappen
- Das Stammwappen derer von Liedlau zeigt in Blau drei silberne Schlüssel im Dreipass, deren Reiten ineinandergesteckt sind. Auf dem Helm mit blau-silbernen Decken ein sitzender Fuchs, der Kopf besteckt mit drei (blau, silber, blau) Hahnenfedern.[9]
- Das Freiherrnwappen von 1720 zeigt rechts über dem Schild einen gekrönten zweiten Helm mit blau-silbernen Decken, darauf zwei blau-silbern übereck geteilte Büffelhörner, links der Stammhelm.

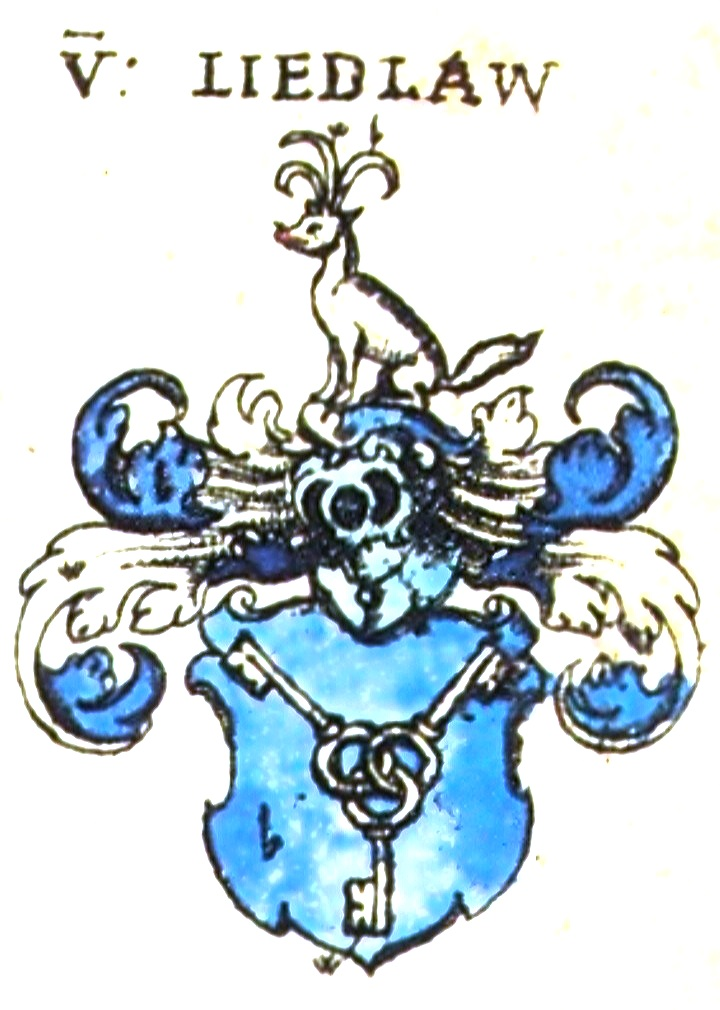
Wappen derer von Liedlau in Johann Siebmachers Wappenbuch 1605
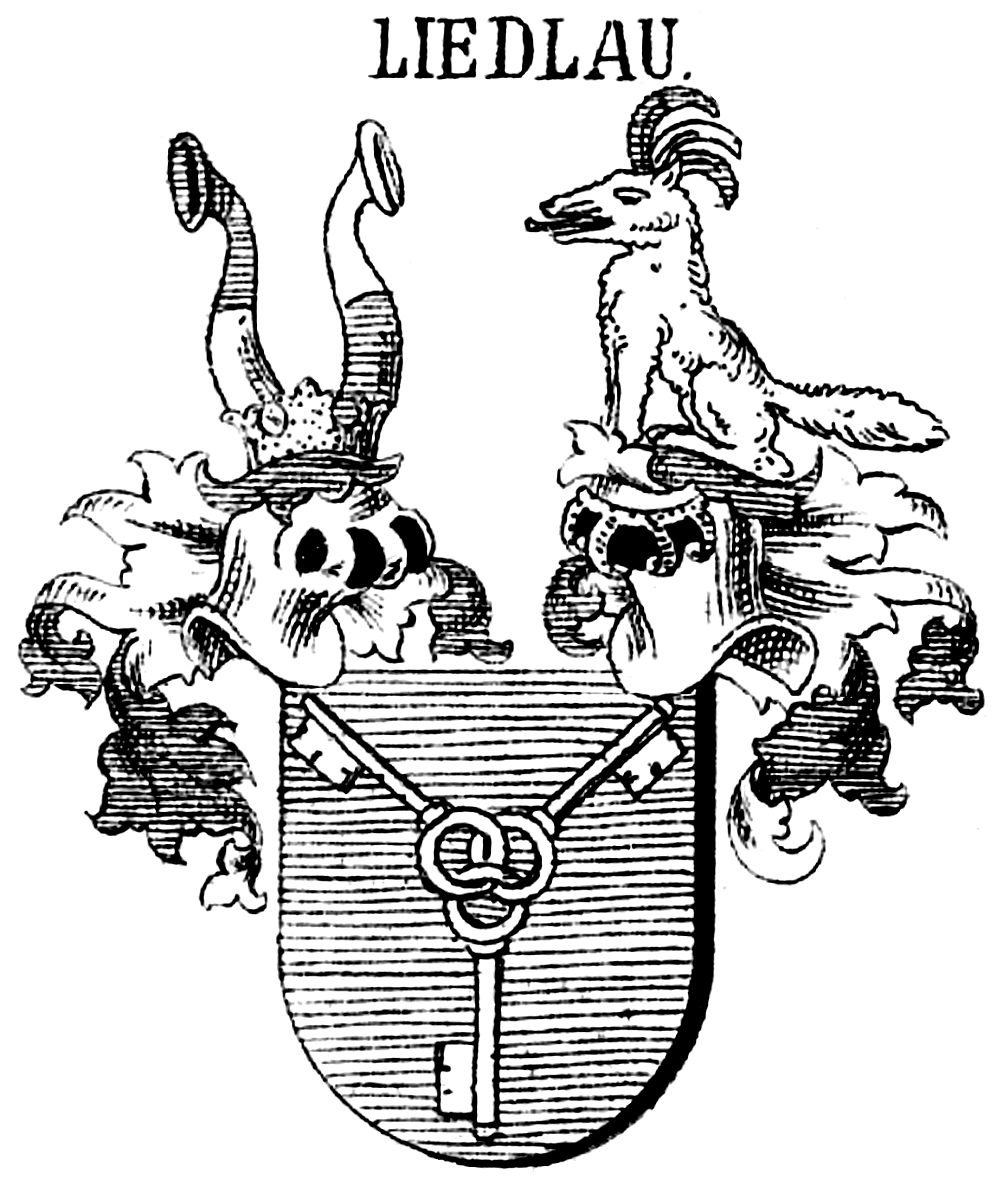
Wappen der Freiherrn von Liedlau bei Siebmacher und Blážek

### Wappensage
Der Legende nach wurde in der Stadt Halle ein Gesandter des Kaisers Friedrich II. erschlagen, woraufhin die Haller Bürger „dem Kaiser noch zu Trotz“ Federn auf die Stangen der Mauern installiert hätten. Der Kaiser schickte daraufhin im Jahr 1187 seine besten Ritter, um Halle zu belagern, wonach allen voran Matthias von Liedlau die Fahne des Kaisers hisste, wo vorher die Federn steckten. Zum „Andencken solcher Helden-That“ soll er eine Wappenbesserung bzw. drei blau und silberne Hahnenfedern auf den Fuchs in seinem Wappen erhalten haben.